# Lasco Lascondor
Il Lasco Lascondor, noto anche erroneamente come "Lasconder", era un trimotore di linea ad ala alta realizzato in un unico esemplare dall'azienda australiana Larkin Aircraft Supply Company (Lasco) negli anni trenta.
Il modello detiene il primato di essere il primo velivolo plurimotore progettato e costruito nell'emisfero australe.

## Storia

### Sviluppo
Lo sviluppo del Lascondor ebbe inizio nel giugno 1928, in concomitanza con quello del Lascoter, per ottimizzare le risorse nella realizzazione dei due modelli che condividevano il 90% delle parti strutturali. Come il Lascoter, il Lascondor era caratterizzato da una configurazione alare monoplana ad ala alta, una struttura tubolare metallica, un carrello d'atterraggio biciclo anteriore fisso con ruotino d'appoggio in coda e cabina completamente chiusa per il pilota ed i passeggeri.
La differenza principale tra i due modelli era nella motorizzazione, nel Lascondor affidata a tre motori radiali Armstrong Siddeley Mongoose contro il singolo Armstrong Siddeley Puma dotato di maggior potenza del Lascoter. Il Lascondor era inoltre caratterizzato da una maggiore capacità di combustibile e da una fusoliera leggermente più lunga dotata di una cabina riprogettata per ospitare una fila supplementare di sedili. Inoltre, mentre il Lascoter era dotato di doppi comandi, nella cabina di pilotaggio del Lascondor ne era presente solamente uno per permettere l'installazione di un altro sedile per i passeggeri, offrendo così una capacità complessiva di sette posti a sedere più il pilota.

### Impiego operativo
Il Lascondor avrebbe dovuto essere utilizzato nell'ambito della Mackay Aerial Survey Expedition in Central Australia (o Alice Springs Region) del maggio-giugno 1930, una spedizione scientifica che si prefiggeva di esplorare il territorio, uno dei cinque che formano il Nuovo Galles del Sud, tramite il sorvolo aereo. Il successo della spedizione sarebbe stata un'occasione per consolidare e pubblicizzare la Lasco oltre a favorire l'ulteriore sviluppo della nascente industria aeronautica australiana. Tuttavia il Lascondor incorse in un piccolo incidente in fase di atterraggio a Coode Island, nei pressi di Melbourne, non riuscendo ad essere disponibile per l'inizio del viaggio. Mackay fu costretto quindi a richiedere due velivoli in sostituzione alla stessa Lasco che gli fornì due ANEC III battezzati poi "Love Bird" e "Diamond Bird".
Dopo le riparazioni il Lascondor venne utilizzato come aereo postale dalla compagnia aerea Australian Aerial Services, sempre di proprietà di Herbert Joseph Larkin, che acquisì un contratto per effettuare un servizio di posta aerea tra Camooweal, nel Queensland, e Daly Waters, nel Territorio del Nord. Durante il tratto di ritorno il velivolo, partito dall'aeroporto di Daly Waters, ebbe un'avaria ad uno dei motori laterali e fu costretto ad un atterraggio forzato presso Camooweal. Per continuare il viaggio venne tentata la sostituzione del motore con quello centrale che permise al Lascondor di raggiungere Cloncurry con soli due motori funzionanti ma ulteriori problemi costrinsero il velivolo definitivamente a terra. La situazione economica della Lasco intanto risentì della crisi nazionale conseguente alla Grande depressione e fu costretta alla liquidazione. Il Lascondor venne quindi spogliato di qualsiasi apparecchiatura che avesse un valore commerciale lasciando solamente la struttura la quale venne successivamente demolita.

## Utilizzatori
Australia
- Australian Aerial Services